# Deutz D 5206
Der Deutz D 5206 ist ein Traktor der Klöckner-Humboldt-Deutz AG aus der Deutz D-06 Reihe, der von 1974 bis 1980 in den Deutz-Werken in Köln produziert wurde. Von diesem Modell wurden insgesamt 17.900 Stück hergestellt, die in einer Standard- und Allradversion angeboten wurden.
Der Motor des Deutz D 5206 war ein Dreizylinder-Viertakt-Reihen-Dieselmotor vom Typ F3L912 mit Direkteinspritzung. Er leistete 51 PS bei 2300 Umdrehungen pro Minute und wurde über ein Axialgebläse mit Luft gekühlt. Darüber hinaus hatte der Motor des D 5206 einen Trockenluftfilter sowie eine unabhängige Zapfwelle. Das Getriebe hatte acht Vorwärts- und vier Rückwärtsgänge. Die Höchstgeschwindigkeit betrug 26,5 km/h. Ein besonderes Merkmal des Deutz-Schleppers waren die doppelten Scheibenbremsen sowie die wahlweise lieferbare Schnellgangausführung. Die Standardversion des Deutz D 5206 wog bei einer Breite von 1700 mm und einer Länge von 3470 mm etwa 2000 kg. Das Leergewicht der Allradversion betrug rund 2370 kg. Ab 1978 konnte der D 5206 auf Wunsch mit einem Kabinenverdeck von Fritzmeier geliefert werden.